# Mirror blocks
O Mirror Blocks, também conhecido como Mirror Cube ou Bump Cube, é uma modificação do Cubo de Rubik 3x3x3. Esse quebra-cabeça se difere do Cubo de Rubik por ter todas as peças da mesma cor (normalmente dourado ou prateado) e pelas peças de tamanho diferenciados. A resolução do Mirror blocks é parecida com a do Cubo de Rubik por ter o mesmo mecanismo interno.
O Mirror blocks é considerado como resolvido quando todas as 6 faces estão inteiramente planas, se tornando um cubo.
O recorde mundial do mirror blocks foi detido por Sebastian Häfner, que resolveu o cubo em 9,32 segundos. Como o Mirror blocks não é um quebra-cabeça sancionado pela WCA, os registros ficam mais difíceis de estabelecer.

## Origem
O Mirror blocks foi originalmente inventado por Hidetoshi Takeji em 2006. Ele inicialmente chamou o quebra-cabeça de "Bump Cube" devido a ele ter uma superfície irregular quando embaralhado. Em uma competição em Osaka, Hidetoshi mostrou seu quebra-cabeça para um speedcuber que ficou muito interessado nele. Hidetoshi decidiu emprestar seu quebra-cabeça para um speedcuber, que o mostrou para um grupo de projeto. No outono de 2008, o quebra-cabeça foi produzido em massa pela primeira vez em Boston pela Rubik's e fabricado pela MegaHouse. Quando foi lançado, foi oficialmente chamado de Mirror Blocks.